# Cha Cha Cha by Puente
Cha Cha Cha by Puente è un album di Tito Puente, pubblicato dalla Tico Records nel 1954.
Alcuni brani di quest'album sono reperibili su CD in The Complete 78s, Vol. 2 e The Complete 78s, Vol. 3.

## Tracce
Lato A
1. Adele – 2:47 (Otilio Portal)
2. The Man from Jamaica – 2:36 (Andrés Echevarria)
3. Cha Cha Mambo – 2:50 (Tito Puente)
4. Listen to My Cha Cha Cha (Tito Puente)

Lato B
1. Almendra Cha Cha Cha – 2:53 (Abelardo Valdés)
2. Take It Easy Cha Cha Cha
3. Mambo con cha cha cha – 2:13 (Tito Puente)
4. Let's Swing

## Musicisti
- Tito Puente – timbales, voce
- altri musicisti non accreditati ma presenti (probabilmente) Mongo Santamaría e Willie Bobo